# Francis Kohn
 (décembre 2024).
Pour les articles homonymes, voir Kohn.
Francis Kohn, né en 1949 est un prêtre catholique français. Engagé dans le monde syndical, puis converti à la foi catholique au sein d'un groupe de prière il sera un trait d'union entre le renouveau charismatique et le monde ouvrier. Il fait partie des fondateurs de la Communauté de l'Emmanuel. Sa famille est d'origine juive.

## Biographie
Dans la première maisonnée, un lieu de vie commune, avec Pierre Goursat, fondateur de la Communauté de l'Emmanuel, il deviendra séminariste puis prêtre du diocèse de Paris. Séminariste, il fonde en 1984 sur appel de Pierre Goursat l'Emmanuel School of Mission.
Nommé curé de la première paroisse confié à l'Emmanuel en 1986 : la Trinité à Paris, il en fera un centre de rayonnement parisien et français : relance du bistrot du curé, un lieu animé par des prêtres à Pigalle, création d'un centre de formation, missions paroissiales.
Nommé en 1995 coordinateur des Journées Mondiales de la Jeunesse de Paris (1997), les tensions présentes dans l'équipe de préparation le pousseront à démissionner. Il deviendra à ce moment-là responsable des jeunes de la Communauté de l'Emmanuel, notamment pour les quatre routes internationales organisées par celle-ci pour les JMJ de Paris.
Nommé fin 1997 recteur du sanctuaire de Paray-le-Monial, il relance l'animation spirituelle au long de l'année en créant des retraites et des week-ends de récollection.
Enfin, en 2001, il se voit confier la responsabilité de la section jeunes au Conseil pontifical pour les laïcs à Rome, chargé notamment de l'organisation et de la coordination des JMJ. En lien avec les diocèses accueillant, 3 rencontres seront placées sous sa responsabilité : Toronto en 2002, Cologne en 2005, Sydney en 2008.
En décembre 2008, il est nommé postulateur de la cause de béatification de Pierre Goursat.